# Test ADN généalogique
 (août 2019).
Si vous disposez d'ouvrages ou d'articles de référence ou si vous connaissez des sites web de qualité traitant du thème abordé ici, merci de compléter l'article en donnant les références utiles à sa vérifiabilité et en les liant à la section « Notes et références ».
Un test ADN généalogique est un test basé sur l'acide désoxyribonucléique (ADN) qui examine des emplacements spécifiques du génome d'une personne afin de rechercher ou de vérifier des relations paléo-généalogiques ancestrales ou (avec une fiabilité moindre) d'estimer les origines ethniques d'un individu. Étant donné que différentes sociétés de test utilisent différents groupes ethniques de référence, composés de personnes testées et dont les origines antérieures au recensement étaient inconnues, la composition ethnique estimée est généralement très contradictoire. Les tests ADN généalogiques ne sont pas conçus pour fournir des informations détaillées sur les conditions médicales ou les maladies.
Il existe trois principaux types de tests ADN généalogiques, chacun examinant une partie différente du génome et utile pour différents types de recherches généalogiques : 
- autosomiques ;
- Génome mitochondrial ;
- ADN du chromosome Y.

Les tests autosomiques peuvent donner lieu à une grande quantité de correspondances ADN (autres personnes avec lesquelles la personne peut être apparentée), le long de lignées mixtes mâles et femelles, chacune correspondant à une distance estimée dans l'arbre généalogique. Cependant, en raison de la nature aléatoire de la distance estimée, des conclusions fiables ne peuvent être tirées que depuis un petit nombre de générations. Les tests autosomiques sont également utilisés pour estimer la composition ethnique.
Les tests ADN du génome mitochondrial et de l'ADN du chromosome sexuel Y sont beaucoup plus fiables. Ils servent à la fois en généalogie génétique et en paléo-généalogie où on recherche des relations préhistoriques et protohistoriques via l'ADN ancien. Cependant, ils fournissent beaucoup moins de correspondances ADN utiles aux généalogistes car ils ne peuvent être rapprochés de sources écrites, tels les registres des familles, et ne suivent que deux lignées, féminine (de mère à enfant) et masculine (de père à fils). En paléo-généalogie, les tests de l'ADN mitochondrial et de l'ADN du chromosome Y sont utilisés pour identifier les cultures archéologiques et les voies de migration des ancêtres d'une personne le long d'une unique lignée maternelle ou d'une unique lignée paternelle. A partir de l'ADN mitochondrial et de l'ADN du chromosome Y, un ou plusieurs haplogroupes sont identifiés. Seules les personnes possédant un Chromosome Y peuvent utiliser des tests ADN-Y.

## Tests ADN pour le grand public
La première entreprise à proposer des tests ADN génétiques fut GeneTree. Cependant, cette société ne proposait pas de tests de généalogie multi-générationnels. À l'automne 2001, GeneTree vendit ses actifs à la Sorenson Molecular Genealogy Foundation (SMGF) de Salt Lake City, créée en 1999. Au cours de son exploitation, la SMGF fournit des milliers de tests ADN du chromosome Y et de l’ADN mitochondrial gratuits. Plus tard, GeneTree  reprit les tests génétiques pour la généalogie conjointement avec la société mère Sorenson et a finalement fait partie des actifs acquis lors du rachat de SMGF par Ancestry.com.
En 2000, Family Tree DNA, fondée par Bennett Greenspan et Max Blankfeld, a été la première entreprise spécialisée dans le test  auprès d'un public demandeur  d'aide génétique à la recherche généalogique. Ils ont initialement proposé onze tests STR sur le chromosome Y et des tests sur la région HVR1 du génome mitochondrial. Ils ont initialement mené les tests en partenariat avec l'Université de l'Arizona.
En 2007, 23andMe fut la première société à proposer un test génétique en visant ouvertement les consommateurs. ce fut également la première à généraliser l'utilisation de l'ADN autosomique pour le test d'ascendance.  Toutes les sociétés commerciales travaillant sur l'ADN humain proposent ce test.
En 2018, on estimait que les grandes entreprises de tests généalogiques disposaient d'environ 18,5 millions de profils ADN. GEDmatch a déclaré que la moitié des profils génétiques de leur base de données profils provenaient des États-Unis.
Le 17 février 2020, le site français de généalogie Geneanet a lancé un onglet « ADN », espace où les utilisateurs ayant réalisé un test génétique en France ou à l'étranger pouvaient télécharger leur fichier ADN, dans le but de retrouver de nouveaux cousins. Cette rubrique a été fermée en 2023 pour que le site soit en conformité avec la législation française.
En 2022, on compte plus de six laboratoires populaires qui proposent des kits ADN grand public. Certains se sont spécialisés dans les tests de santé et d'animaux comme EasyDNA. Seule la taille de leur base de données les différencie. Des sites proposent de comparer les différents laboratoires qui proposent des kits ADN autosomiques.

## Procédure
Un test ADN généalogique est effectué sur un échantillon d'ADN. Cet échantillon d'ADN peut être obtenu par un raclage des joues (également appelé écouvillon buccal), des ventouses, un bain de bouche et du chewing-gum. Généralement, la collection d'échantillons utilise un kit de test à domicile fourni par un fournisseur de services ADN. Après avoir suivi les instructions du kit pour collecter l'échantillon, celui-ci est renvoyé au fournisseur pour analyse.

## Types de tests
Il existe trois principaux types de tests ADN généalogiques : autosomique (22 chromosomes non sexuels et premier chromosome X), ADN du chromosome Y et ADN mitochondrial.
- Les tests ADN autosomiques portent sur les chromosomes 1 à 22 et X. Les autosomes (chromosomes 1 à 22) sont hérités des deux parents et de tous les ancêtres récents. Le chromosome X suit un modèle d'héritage particulier. L'estimation des origines ethniques est souvent incluse dans ce type de test.
- L'ADN du chromosome Y, souvent codé Y-DNA ou ADN-Y , transmis de père en fils, et ne peut donc être utilisé que par les hommes pour explorer leur ligne paternelle directe.
- L'ADN mitochondrial, souvent codé ADNmt ou mtDNA, s'intéresse aux mitochondries, qui sont transmises de mère à enfant et peuvent donc être utilisées pour explorer la lignée matrilinéaire.

L'ADN du chromosome Y et l'ADN mitochondrial ne peuvent pas être utilisés pour des estimations d'appartenance ethnique, mais peuvent être utilisés pour trouver son haplogroupe, qui est inégalement réparti géographiquement. Les entreprises de tests ADN simplifient  pour leurs consommateurs et assignent souvent les haplogroupes par continent ou par ethnie (par exemple, un "haplogroupe africain" ou un "haplogroupe viking"), mais ces assignations peuvent être spéculatives ou trompeuses.

## Tests d'ADN autosomique (atDNA)

### Qu'est-ce qui est testé?
L'ADN autosomal est contenu dans les 22 paires de chromosomes non impliqués dans la détermination du sexe d'une personne.L'ADN autosomal recombine chaque génération et une nouvelle progéniture reçoit un jeu de chromosomes de chaque parent. Ceux-ci sont hérités exactement de la même manière des deux parents et à peu près également des grands-parents à environ 3 x arrière-petits-parents. Par conséquent, le nombre de marqueurs (l’un des deux variants ou plus connus du génome situés à un emplacement donné - connus sous le nom de polymorphismes mononucléotidiques ou PSN) hérités d’un ancêtre spécifique diminue d’environ la moitié chaque génération; c'est-à-dire qu'un individu reçoit la moitié de ses correcteurs de chaque parent, environ un quart de ses marqueurs de chaque grand-parent; environ un huitième de leurs marqueurs de chaque arrière-grand-parent, etc. L'héritage est plus aléatoire et inégal de la part d'ancêtres plus lointains.En règle générale, un test ADN généalogique peut tester environ 700 000 PSN (points spécifiques du génome).

### Processus de rapport
La préparation d’un rapport sur l’ADN de l’échantillon se déroule en plusieurs étapes :
- Identification de la paire de bases d'ADN à des emplacements spécifiques des Polymorphisme nucléotidique
- Comparaison avec les résultats précédemment stockés
- Interprétation des correspondances

### Identification de la paire de base
Tous les principaux prestataires de services utilisent des équipements équipés de puces fournies par Illumina. La puce détermine quels emplacements PSN sont testés. Différentes versions de la puce sont utilisées par différents fournisseurs de services. De plus, les versions mises à jour de la puce Illumina peuvent tester différents ensembles d’emplacement PSN. La liste des emplacements PSN et des paires de bases à cet emplacement est généralement disponible pour le client en tant que "données brutes". Les données brutes peuvent parfois être téléchargées vers un autre fournisseur de services pour produire une interprétation supplémentaire et des correspondances. Pour une analyse supplémentaire, les données peuvent également être téléchargées sur GEDmatch (un ensemble d’outils Web tiers qui analyse les données brutes provenant des principaux fournisseurs de services).

### Identification des correspondances
Le composant principal d'un test d'ADN autosomal correspond à d'autres individus. Lorsque la personne testée a un certain nombre de PSN consécutifs en commun avec une personne déjà testée dans la base de données de la société, on peut en déduire qu'ils partagent un segment d'ADN au niveau de cette partie de leur génome. Si le segment dépasse un seuil défini par la société de test, ces deux personnes sont considérées comme des correspondances. Contrairement à l'identification des paires de bases, les bases de données par rapport auxquelles le nouvel échantillon est testé et les algorithmes utilisés pour déterminer une correspondance sont propriétaires et spécifiques à chaque société.
L'unité pour les segments d'ADN est le centimorgan (cM). À titre de comparaison, un génome humain complet est d'environ 6500 cM. Plus la durée d'une partie est courte, plus il y a de chances que celle-ci soit fausse. Une statistique importante pour l'interprétation ultérieure est la longueur de l'ADN partagé (ou le pourcentage du génome partagé).

### Interprétation des correspondances autosomiques
La plupart des laboratoires montreront aux clients le nombre de MdC qu’ils partagent et sur combien de segments. À partir du nombre de cMs et de segments, la relation entre les deux individus peut être estimée. Cependant, en raison de la nature aléatoire de l'héritage d'ADN, les estimations de relation, en particulier pour les parents éloignés, ne sont qu'approximatives. Certains cousins plus éloignés ne correspondront pas du tout. Bien que les informations sur des PSN spécifiques puissent être utilisées à certaines fins (par exemple en suggérant une couleur probable des yeux), les informations clés sont le pourcentage d’ADN partagé par 2 personnes. Cela peut indiquer la proximité de la relation. Cependant, il ne montre pas les rôles des deux individus - par exemple, 50% de personnes partagées suggèrent une relation parent-enfant, mais n'identifient pas quel individu est le parent.
Diverses techniques et analyses avancées peuvent être effectuées sur ces données. Cela inclut des fonctionnalités telles que les correspondances communes / partagées, les navigateurs de chromosomes et la triangulation. Cette analyse est souvent nécessaire si des preuves génétiques sont utilisées pour prouver ou réfuter une relation spécifique.

## Test ADN du chromosome X
Les résultats du PSN sur le chromosome X sont souvent inclus dans les tests d’ADN autosomique. Les mâles et les femelles reçoivent un chromosome X de leur mère, mais seules les femelles reçoivent un deuxième chromosome de leur père. Le chromosome X a une trajectoire héréditaire particulière et peut être utile pour réduire considérablement les lignées ancêtres possibles par rapport à l'ADN autosomique - par exemple, une correspondance du chromosome X avec un homme ne peut provenir que de son côté maternel. Comme l’ADN autosomique, l’ADN du chromosome X subit une recombinaison aléatoire à chaque génération (à l’exception des chromosomes X de père à fille, qui sont transmis sous forme inchangée). Il existe des diagrammes d'héritage spécialisés décrivant les schémas possibles d'héritage de l'ADN du chromosome X chez les hommes et les femmes.

## RTC ou Séquence Microsatellite
Certaines sociétés de généalogie proposent des RTC autosomiques (Répétition en Tandem Court) ou Séquence Microsatellite. Celles-ci sont similaires aux STR Y-ADN. Le nombre de DOS proposées est limité et n’est pas utile sur le plan généalogique.
Les organismes chargés de l'application de la loi aux États-Unis et au Royaume-Uni utilisent des données RTC autosomales pour identifier les criminels.

## Tests d'ADN mitochondrial (ADNmt)
La mitochondrie est un composant d'une cellule humaine et contient son propre ADN. L'ADN mitochondrial a généralement 16 569 paires de bases (le nombre peut varier légèrement en fonction des mutations par addition ou par suppression) et est beaucoup plus petit que l'ADN du génome humain, qui compte 3,2 milliards de paires de bases. L'ADN mitochondrial étant transmis de mère en enfant, un ancêtre maternel direct peut être tracé à l'aide de l'ADNmt. La transmission se produit avec des mutations relativement rares comparées à l'ADN du génome. Une correspondance parfaite trouvée avec les résultats des tests d'ADNmt d'une autre personne indique une ascendance partagée d'il y a probablement entre 1 et 50 générations. Une correspondance plus éloignée avec un haplogroupe ou un sous-groupe spécifique peut être liée à une origine géographique commune.
Il existe un débat sur le point de savoir si la transmission paternelle de l'ADNmt est possible ou non chez l'homme. Certains auteurs citent la transmission paternelle d'ADNmt en tant qu'invalidant les tests d'ADNmt. Cependant, d'autres études soutiennent que l'ADNmt paternel n'est jamais transmis à la progéniture, ce qui validerait l'utilisation du test de l'ADNmt pour la généalogie.
Qu'est-ce qui est testé?
Selon les conventions actuelles, l'ADNmt est divisé en trois régions. Ce sont la région codante (00577-16023) et deux régions hyper variables (HVR1 [16024-16569] et HVR2 [00001-00576]).
Les deux tests d'ADNmt les plus courants sont une séquence de HVR1 et HVR2 et une séquence complète de la mitochondrie. En règle générale, tester uniquement les enregistreurs HVR a une utilisation généalogique limitée, il est donc de plus en plus populaire et accessible d'avoir une séquence complète. La séquence complète d’ADNmt n’est proposée que par Family Tree DNA parmi les principales sociétés de test et est quelque peu controversée car l’ADN de la région codante peut révéler des informations médicales sur le candidat à la prise de test.

### Haplogroupes
Tous les humains descendent dans la lignée féminine directe de l'Ève Mitochondriale, une ancêtre génétique qui a vécu il y a environ 200 000 ans en Afrique. Les différentes branches de sa descendance sont des haplogroupes. La plupart des résultats reposent sur une prédiction ou une affirmation exacte de l' haplogroupe du génome mitochondrial. Les haplogroupes mitochrondiaux ont été grandement popularisés par le livre Les Sept Filles d'Ève.

### Comprendre les résultats des tests de l'ADN mitochondrial
Il n'est pas normal que les résultats de tests fournissent une liste de résultats base par base. Au lieu de cela, les résultats sont normalement comparés à la séquence de référence de Cambridge (CRS), qui est la mitochondrie d'un Européen qui fut la première personne à faire publier son ADNmt en 1981 (et à le réviser en 1999). Les différences entre le CRS et les testeurs sont généralement très peu nombreuses, il est donc plus pratique que de lister les résultats bruts pour chaque paire de bases.

### Exemples
Il fait remarquer que dans HVR1, au lieu de rapporter exactement la paire de bases, par exemple 16,111, les 16 sont souvent supprimés pour donner dans cet exemple 111. Les lettres font référence à l'une des 4 bases (A, T, G, C) qui composent ADN humain.

## Test du chromosome Y (ADN-Y)
Le chromosome Y fait partie de la 23e paire de chromosomes humains. Seuls les hommes ont un chromosome Y, car les femmes ont deux chromosomes X dans leur 23e paire. L'ascendance patrilinéaire d'un homme, ou l'ascendance de la lignée masculine, peut être retrouvée à l'aide de l'ADN de son chromosome Y (ADN-Y), car le chromosome Y est transmis presque inchangé. Les résultats du test d'un homme sont comparés aux résultats d'un autre homme afin de déterminer la période de temps pendant laquelle les deux individus partageaient un ancêtre commun le plus récent, ou MRCA, dans leur lignée patrilinéaire directe. Si leurs résultats de test sont très proches, ils sont mis en relation dans un délai utile sur le plan généalogique. Un projet de nom de famille est le lieu où de nombreuses personnes dont les chromosomes Y sont appariés collaborent pour retrouver leurs ancêtres communs.
Les femmes qui souhaitent déterminer leur ascendance directe dans l'ADN paternel peuvent demander à leur père, à leur frère, à leur oncle paternel, à leur grand-père paternel ou au fils d'un oncle paternel (leur cousin) de passer un test à leur place.
Il existe deux types de tests ADN : les STR et les PSN.

### Marqueurs STR
Le plus commun est STR (courte répétition en tandem). Une certaine section de l'ADN est examinée pour rechercher un motif qui se répète (par exemple, ATCG). Le nombre de répétitions est la valeur du marqueur. Des tests typiques testent entre 12 et 111 marqueurs STR. Les STR mutent assez souvent. Les résultats de deux individus sont ensuite comparés pour voir s’il existe une correspondance. Les matchs serrés peuvent rejoindre un projet de nom de famille. Les sociétés d’ADN fournissent généralement une estimation de la corrélation entre deux personnes, en termes de générations ou d’années, en fonction de la différence entre leurs résultats.

### MarqueursPSNet Haplogroupes

Le brin 1 diffère du brin 2 à un emplacement de paire de bases unique (un polymorphisme C → T).

L'haplogroupe d'une personne peut souvent être déduit de ses résultats de STR, mais ne peut être prouvé qu'avec un test PSN du chromosome Y (test Y-PSN).
Un polymorphisme mononucléotide (PSN) est une modification d'un nucléotide simple dans une séquence d'ADN. Les tests PSN ADN-Y typiques testent environ 20 000 à 35 000 PSN. Obtenir un test PSN permet une résolution beaucoup plus élevée que les STR. Il peut être utilisé pour fournir des informations supplémentaires sur la relation entre deux individus et pour confirmer des haplogroupes.
L'haplogroupe Y-ADN le plus courant dans différentes régions d'Europe.
Tous les hommes descendent dans la lignée paternelle d'un seul homme surnommé Adam Y-chromosomal, qui vivait probablement entre 200 000 et 400 000 ans. Un «arbre généalogique» peut être dessiné montrant comment les hommes d'aujourd'hui descendent de lui. Les différentes branches de cet arbre sont des haplogroupes différents. La plupart des haplogroupes peuvent être subdivisés plusieurs fois en sous-groupes. Certains sous-clades connus ont été fondés au cours des 1000 dernières années, ce qui signifie que leur calendrier approche de l'ère de la généalogie (à partir de 1500).
De nouveaux sous-clades d'haplogroupes peuvent être découverts lors de tests individuels, en particulier s'ils ne sont pas européens. La plus importante de ces nouvelles découvertes date de 2013, date à laquelle l'haplogroupe A00 a été découvert, ce qui nécessitait une révision significative des théories relatives à Adam Y-chromosomal. L'haplogroupe a été découvert lorsqu'un homme afro-américain a testé des STR avec FamilyTreeDNA et ses résultats ont été jugés inhabituels. Les tests de PSN ont confirmé qu'il ne descendait pas patrilinéairement du "vieux" Adam chromosomique en Y; un homme beaucoup plus âgé est donc devenu Adam en chromosome Y.

## Utiliser les résultats des tests ADN
(Article principal:généalogie génétique)

### Estimations d'ethnicité
De nombreux laboratoires spécialisés dans la généalogie offrent une répartition en pourcentage par ethnie ou par région. En général, le monde est spécifié dans environ 20 à 25 régions et le pourcentage approximatif d’ADN hérité de chacune d’elles est indiqué. Ceci est généralement effectué en comparant la fréquence de chaque marqueur ADN autosomal testé à de nombreux groupes de population.La fiabilité de ce type de test dépend de la taille comparée de la population, du nombre de marqueurs testés, de la valeur informative d'ascendance des PSN testés et du degré de mélange chez la personne testée. Les estimations ethniques antérieures étaient souvent très imprécises, mais leur exactitude s'est considérablement améliorée. Par exemple, les Européens reçoivent souvent une proportion exagérée de scandinave. Les entreprises qui effectuent des tests mettent souvent à jour régulièrement leur estimation de l’appartenance ethnique, modifiant ainsi l’estimation de l’appartenance ethnique.

## Public
L'intérêt pour les tests ADN généalogiques a été lié à la fois à une curiosité accrue à l'égard de la généalogie traditionnelle et à des origines personnelles plus générales. Ceux qui testent la généalogie traditionnelle utilisent souvent une combinaison de tests autosomique, mitochondrial et de chromosome Y. Ceux qui s'intéressent aux origines ethniques personnelles sont plus susceptibles d’utiliser un test autosomal. Cependant, répondre à des questions spécifiques sur les origines ethniques d'une lignée particulière peut être le mieux adapté à un test d'ADNm ou à un test Y-ADN.
Dans certains pays, certains tests sont utilisés par des États ou promus par des groupes de droite identitaire pour affilier une personne à une communauté, sans être nécessairement sans conséquence légale et/ou politique, notamment en Chine, en Australie, aux États-Unis ou en Grèce, pour tester des identités comme Ouighour, First Nation, ou Ashkenazi.

### Tests d'origine maternelle
Dans la généalogie récente, la correspondance exacte sur la séquence complète de l'ADNmt est utilisée pour confirmer un ancêtre commun sur la ligne maternelle directe entre deux parents présumés. Les mutations de l'ADNmt étant très rares, une correspondance presque parfaite n'est généralement pas considérée comme pertinente pour les générations les plus récentes (1 à 16 ans). Dans les cultures dépourvues de noms de famille matrilinéaires à transmettre, aucun des parents ci-dessus ne devrait avoir autant de générations d'ancêtres dans son tableau d'information matrilinéaire que dans le cas patrilinéaire ou ADN-Y ci-dessus: pour plus d'informations sur cette difficulté de la généalogie traditionnelle, due au manque des noms matrilinéaires (ou matrinames), voir Matriname.
Cependant, le test repose toujours sur deux descendants présumés d'une personne. Cette hypothèse et test est identique à celle utilisée pour l’ADN autosomal et l’ADN-Y.

### Tests d'ethnicité et d'appartenance à d'autres groupes

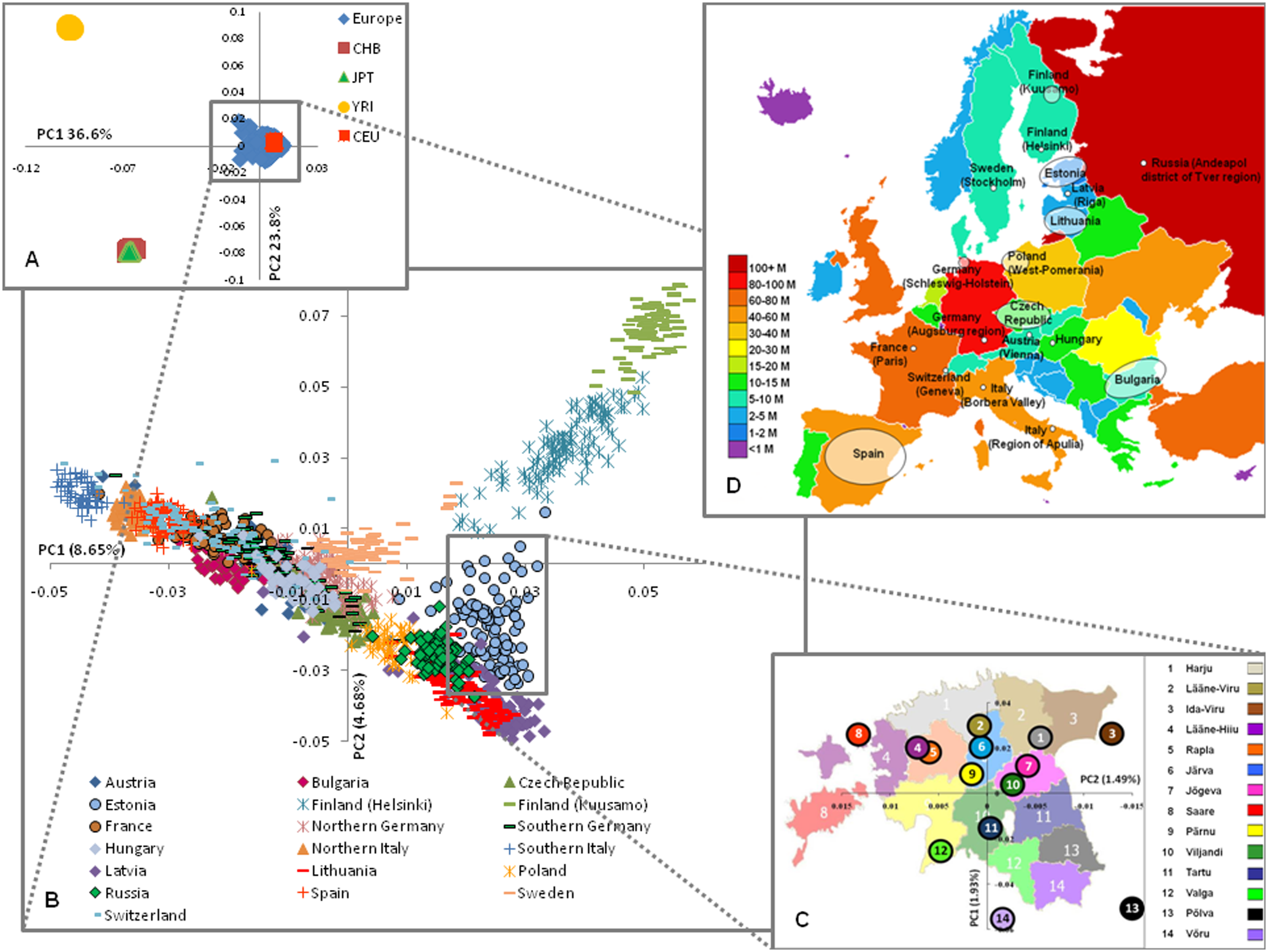
Structure génétique européenne (basée sur les PSN autosomiques) par PCA.

Comme indiqué ci-dessus, les tests autosomiques indiquent généralement les proportions ethniques de l'individu. Celles-ci tentent de mesurer le patrimoine géographique mixte d'un individu en identifiant des marqueurs particuliers, appelés marqueurs informatifs d'ascendance ou AIM, associés à des populations de zones géographiques spécifiques. Le généticien Adam Rutherford a écrit que ces tests "ne montrent pas nécessairement vos origines géographiques dans le passé. Ils montrent avec qui vous avez une ascendance commune aujourd'hui".
Les haplogroupes déterminés par les tests Y-ADN et ADNmt sont souvent répartis de manière inégale sur le plan géographique. De nombreux tests ADN destinés au consommateur direct ont décrit cette association comme induisant le pays ancestral de l'auteur du test. La plupart des tests décrivent les haplogroupes en fonction de leur continent le plus souvent associé (par exemple, un "haplogroupe européen"). Lorsque Leslie Emery et ses collaborateurs ont mis à l'essai des haplogroupes d'ADNmt en tant que prédicteurs d'origine continentale d'individus dans les ensembles de données Human Genetic Diversity Panel (HGDP) et 1000 Genomes (1KGP), ils ont constaté que seuls 14 des 23 haplogroupes avaient un taux de réussite supérieur à 50. % parmi les échantillons de HGDP, de même que "environ la moitié" des haplogroupes du 1KGP. Les auteurs ont conclu que, pour la plupart des gens, "l'appartenance à un haplogroupe fournit des informations limitées sur l'ascendance continentale ou la région d'origine continentale".

## Ascendance africaine
Les tests ADN-Y et ADNm peuvent être en mesure de déterminer avec quels peuples dans l’Afrique actuelle une personne partage une ligne directe avec une partie de son ascendance, mais les schémas de migration et d’événements historiques obscurcissent les traces des groupes ancestraux. En raison de la longue histoire commune aux États-Unis, environ 30 % des hommes afro-américains ont un haplogroupe européen des chromosomes Y. Environ 58 % des Afro-Américains ont au moins l'équivalent d'un arrière-grand-parent (13 %) d'ascendance européenne. Seulement 5% environ ont l’équivalent d’un arrière-grand-parent d’ascendance amérindienne. Au début du XIXe siècle, d'importantes familles de personnes de couleur libres étaient établies dans la région de la baie de Chesapeake et descendaient de personnes libres pendant la période coloniale. la plupart d'entre eux ont été documentés comme étant des descendants d'hommes blancs et de femmes africaines (serviteurs, esclaves ou libres). Au fil du temps, divers groupes se sont davantage mariés au sein de communautés métisses, noires ou blanches.
Selon des autorités comme Salas, près des trois quarts des ancêtres des Afro-Américains emmenés en esclavage provenaient de régions de l'Afrique de l'Ouest. Le mouvement afro-américain visant à découvrir et à s'identifier aux tribus ancestrales s'est développé depuis que les tests ADN sont devenus disponibles. Les Afro-Américains ne peuvent généralement pas retrouver facilement leurs ancêtres au cours des années d’esclavage, notamment par la recherche de noms de famille, des recensements, des registres de propriété et d’autres moyens traditionnels. Les tests ADN généalogiques peuvent constituer un lien avec le patrimoine régional africain.

## États-Unis - Tests de Melungeon
(Article principal: Projet ADN Melungeon)
Les Melungeons font partie des nombreux groupes multiraciaux aux États-Unis dont les origines sont enveloppées de mythes. Les recherches historiques de Paul Heinegg ont montré que bon nombre des groupes de Melungeons dans le Haut-Sud étaient issus de peuples métis qui étaient libres dans la Virginie coloniale et résultaient des unions entre Européens et Africains. Ils se sont déplacés vers les frontières de la Virginie, de la Caroline du Nord, du Kentucky et du Tennessee pour se libérer des barrières raciales des zones de plantation.
Plusieurs efforts, y compris un certain nombre d'études en cours, ont examiné la constitution génétique de familles historiquement identifiées comme étant Melungeons. La plupart des résultats indiquent principalement un mélange d'européens et d'africains, étayés par une documentation historique. Certains peuvent aussi avoir un héritage amérindien. Bien que certaines sociétés fournissent du matériel de recherche supplémentaire sur les Melungeons avec des tests ADN-Y et ADNmt, tout test permet des comparaisons avec les résultats des études actuelles et passées sur l'ADN de Melungeons.

## Ascendance amérindienne
(Informations complémentaires: histoire génétique des peuples autochtones des Amériques)
Les peuples autochtones précolombiens des États-Unis sont appelés «Amérindiens» en anglais américain. Des tests autosomiques, Y-ADN et ADNmt peuvent être réalisés pour déterminer l'ascendance des Amérindiens. Un test de détermination des haplogroupes mitochondriaux basé sur des mutations dans les régions hypervariables 1 et 2 peut établir si la lignée féminine directe d'une personne appartient à l'un des haplogroupes amérindiens canoniques, A, B, C, D ou X. La grande majorité des Amérindiens appartient l’un des cinq haplogroupes d’ADNt identifiés. Ainsi, le fait de faire partie de l’un de ces groupes constitue la preuve d’une éventuelle ascendance amérindienne. Cependant, les résultats de l'ethnicité de l'ADN ne peuvent pas être utilisés comme substitut d'une documentation juridique. Les tribus amérindiennes ont leurs propres exigences en matière d'adhésion, souvent basées sur le fait qu'au moins un des ancêtres d'une personne a été inclus dans les recensements spécifiques aux tribus amérindiennes (ou rôles définitifs) préparés lors de la conclusion d'un traité, de la relocalisation dans des réserves ou de la répartition de terres dans le pays. fin du XIXe siècle et début du XXe siècle. Un exemple est le Dawes Rolls.

## Ascendance cohanim
(Article principal: Aaron chromosomique Y)
Le Cohanim (ou Kohanim) est une descendance sacerdotale patrilinéaire dans le judaïsme. Selon la Bible, l'ancêtre du Cohanim est Aaron, frère de Moïse. Beaucoup croient que la descendance d'Aaron est vérifiable avec un test Y-ADN : la première étude publiée sur les tests ADN généalogiques du chromosome Y a révélé qu'un pourcentage significatif de Cohen avait un ADN distinctement similaire, plutôt que les populations juives ou du Moyen-Orient en général. Ces cohens avaient tendance à appartenir à l'haplogroupe J, les valeurs Y-STR étant regroupées de manière inhabituelle autour d'un haplotype appelé haplotype modal de Cohen (CMH). Cela pourrait être compatible avec un ancêtre commun commun ou avec le sacerdoce héréditaire fondé à l'origine par des membres d'un même clan étroitement apparenté.
Néanmoins, les études originales n’avaient testé que six marqueurs Y-STR, ce qui est considéré comme un test à faible résolution. En réponse à la faible résolution du CMH original à 6 marqueurs, la société de tests FTDNA a publié une signature CMH à 12 marqueurs plus spécifique du grand groupe de Cohens étroitement apparenté de l'haplogroupe J1.
Une autre étude universitaire publiée en 2009 a examiné plus de marqueurs STR et identifié un haplogroupe PSN plus défini, J1e * (maintenant J1c3, également appelé J-P58 *) pour la lignée J1. La recherche a révélé "que 46,1 % des Kohanim portaient des chromosomes Y appartenant à une seule lignée paternelle (J-P58 *) qui provenait probablement du Proche-Orient bien avant la dispersion des groupes juifs dans la diaspora. Soutien à une origine proche-orientale de cette La lignée provient de sa fréquence élevée dans notre échantillon de bédouins, de yéménites (67 %) et de jordaniens (55 %) et de sa chute brutale de la fréquence à mesure que l'on s'éloigne de l'Arabie saoudite et du Proche-Orient (figure 4). est un contraste frappant entre la fréquence relativement élevée de J-58 * dans les populations juives (»20 %) et de Kohanim (» 46 %) et sa fréquence extrêmement faible dans notre échantillon de populations non juives qui hébergeaient des communautés de diaspora juives en dehors de la Proche-Orient. "
Des recherches phylogénétiques récentes sur l'haplogroupe J-M267 ont placé le "Aaron chromosomal Y" dans un sous-groupe de J-L862, L147.1 (estimation de l'âge 5631-6778yBP yBP): YSC235> PF4847 / CTS11741> YSC234> ZS241> ZS227 estimation d'âge 2731yBP).

## Essais européens
(Informations complémentaires: Histoire génétique des populations européennes)
Pour les personnes d'ascendance maternelle européenne, des tests d'ADNmt sont proposés pour déterminer le groupe de huit "clans" maternels européens auquel appartenait l'ancêtre maternel direct. Ce test d'haplotype d'ADNmt a été popularisé dans le livre Les Sept Filles d'Ève.